# Dermatoscopia

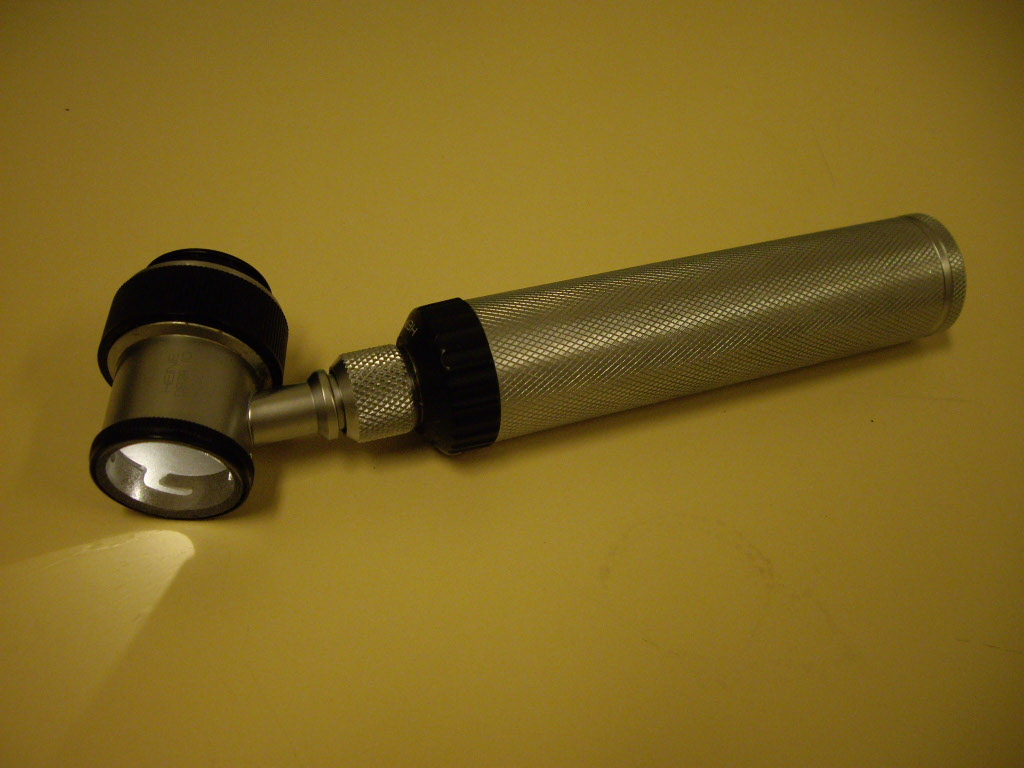
Um tipo de dermatoscópio

Dermastocopia é o método de visualização da pele com o dermatoscópio, um aparelho ou aparato que magnifica ou amplia a imagem 10 ou 20 vezes , ilumina permitindo a observação das camadas mais profundas por efeito óptico de imersão com meio líquido, gel ou luz polarizada.